# Liste der Monuments historiques in Thorigné-d’Anjou
Die Liste der Monuments historiques in Thorigné-d’Anjou führt die Monuments historiques in der französischen Gemeinde Thorigné-d’Anjou auf.

## Liste der Bauwerke
| Bezeichnung          | Beschreibung              | Standort | Kennzeichnung | Schutzstatus | Datum | Bild           |
| -------------------- | ------------------------- | -------- | ------------- | ------------ | ----- | -------------- |
| Kirche St-Martin     | Erbaut im 11. Jahrhundert | (Lage)   | PA00109370    | Inscrit      | 1969  | weitere Bilder |
| Logis de la Harderie | Haus, erbaut 1630         | (Lage)   | PA00109444    | Inscrit      | 1991  |                |

## Liste der Objekte
- Monuments historiques (Objekte) in Thorigné-d’Anjou in der Base Palissy des französischen Kultusministeriums